# Alex Turner
Alexander David Turner, född 6 januari 1986, är en engelsk musiker som är mest känd som medlem i det brittiska rockbandet Arctic Monkeys från Sheffield. Han är bandets sångare och spelar även gitarr samt skriver bandets låtar. Han är även medlem i The Last Shadow Puppets tillsammans med Miles Kane från The Rascals.
Han fick sin första gitarr på julafton 2001 och grundade året därpå, 2002, bandet Arctic Monkeys. De nådde stora framgångar med skivan Whatever People Say I Am, That's What I'm Not som släpptes i januari 2006. Den blev det snabbast säljande debutalbumet någonsin i Storbritannien. Den följdes upp av albumet Favourite Worst Nightmare som släpptes i april 2007.